# Uranoscopus guttatus
Uranoscopus guttatus är en fiskart som beskrevs av Cuvier 1829. Uranoscopus guttatus ingår i släktet Uranoscopus och familjen Uranoscopidae. Inga underarter finns listade i Catalogue of Life.